# Saint-Pierre-du-Perray
Saint-Pierre-du-Perray és un municipi francès, situat al departament de l'Essonne i a la regió de Illa de França. L'any 2007 tenia 7.818 habitants.
Forma part del cantó d'Épinay-sous-Sénart i del districte d'Évry. I des del 2016 de la Comunitat d'aglomeració Grand Paris Sud Seine-Essonne-Sénart.

## Demografia

### Població
El 2007 la població de fet de Saint-Pierre-du-Perray era de 7.818 persones. Hi havia 2.545 famílies, de les quals 386 eren unipersonals (185 homes vivint sols i 201 dones vivint soles), 551 parelles sense fills, 1.344 parelles amb fills i 264 famílies monoparentals amb fills.
La població ha evolucionat segons el següent gràfic:
Habitants censats

### Habitatges
El 2007 hi havia 2.629 habitatges, 2.564 eren l'habitatge principal de la família, 2 eren segones residències i 63 estaven desocupats. 2.057 eren cases i 567 eren apartaments. Dels 2.564 habitatges principals, 1.842 estaven ocupats pels seus propietaris, 684 estaven llogats i ocupats pels llogaters i 38 estaven cedits a títol gratuït; 57 tenien una cambra, 152 en tenien dues, 290 en tenien tres, 653 en tenien quatre i 1.413 en tenien cinc o més. 2.279 habitatges disposaven pel capbaix d'una plaça de pàrquing. A 1.079 habitatges hi havia un automòbil i a 1.335 n'hi havia dos o més.

### Piràmide de població
La piràmide de població per edats i sexe el 2009 era:
| Homes | Edats   | Dones |
| ----- | ------- | ----- |
| 0     | 95 o +  | 4     |
| 4     | 90 a 94 | 16    |
| 8     | 85 a 89 | 28    |
| 12    | 80 a 84 | 32    |
| 24    | 75 a 79 | 40    |
| 44    | 70 a 74 | 56    |
| 68    | 65 a 69 | 64    |
| 84    | 60 a 64 | 64    |
| 84    | 55 a 59 | 92    |
| 160   | 50 a 54 | 212   |
| 248   | 45 a 49 | 200   |
| 248   | 40 a 44 | 252   |
| 260   | 35 a 39 | 284   |
| 208   | 30 a 34 | 280   |
| 220   | 25 a 29 | 228   |
| 160   | 20 a 24 | 124   |
| 184   | 15 a 19 | 288   |
| 272   | 10 a 14 | 288   |
| 240   | 5 a 9   | 288   |
| 164   | 0 a 4   | 228   |

## Economia
El 2007 la població en edat de treballar era de 5.207 persones, 4.105 eren actives i 1.102 eren inactives. De les 4.105 persones actives 3.802 estaven ocupades (1.973 homes i 1.829 dones) i 303 estaven aturades (136 homes i 167 dones). De les 1.102 persones inactives 245 estaven jubilades, 589 estaven estudiant i 268 estaven classificades com a «altres inactius».

### Ingressos
El 2009 a Saint-Pierre-du-Perray hi havia 2.578 unitats fiscals que integraven 7.982,5 persones, la mediana anual d'ingressos fiscals per persona era de 24.062 €.

### Activitats econòmiques
Dels 293 establiments que hi havia el 2007, 6 eren d'empreses extractives, 1 d'una empresa alimentària, 6 d'empreses de fabricació de material elèctric, 12 d'empreses de fabricació d'altres productes industrials, 32 d'empreses de construcció, 73 d'empreses de comerç i reparació d'automòbils, 17 d'empreses de transport, 11 d'empreses d'hostatgeria i restauració, 16 d'empreses d'informació i comunicació, 11 d'empreses financeres, 14 d'empreses immobiliàries, 46 d'empreses de serveis, 25 d'entitats de l'administració pública i 23 d'empreses classificades com a «altres activitats de serveis».
Dels 55 establiments de servei als particulars que hi havia el 2009, 1 era una gendarmeria, 1 oficina de correu, 3 oficines bancàries, 5 tallers de reparació d'automòbils i de material agrícola, 1 taller d'inspecció tècnica de vehicles, 1 autoescola, 4 paletes, 6 guixaires pintors, 3 fusteries, 4 lampisteries, 4 electricistes, 3 empreses de construcció, 4 perruqueries, 2 veterinaris, 5 restaurants, 2 agències immobiliàries, 1 tintoreria i 5 salons de bellesa.
Dels 14 establiments comercials que hi havia el 2009, 2 eren supermercats, 2 grans superfícies de material de bricolatge, 1 una botiga de menys de 120 m², 1 una fleca, 1 una peixateria, 3 botigues de roba, 1 una sabateria, 1 una botiga de material de revestiment de parets i terra, 1 una perfumeria i 1 una joieria.
L'any 2000 a Saint-Pierre-du-Perray hi havia 9 explotacions agrícoles que ocupaven un total de 516 hectàrees.

## Equipaments sanitaris i escolars
El 2009 hi havia 3 farmàcies i 1 ambulància.
El 2009 hi havia 4 escoles maternals i 4 escoles elementals. Saint-Pierre-du-Perray disposava d'un col·legi d'educació secundària amb 601 alumnes.

## Poblacions més properes
El següent diagrama mostra les poblacions més properes.